# Соня Грін
Соня Гафт Грін Лавкрафт Дейвіс (англ. Sonia Haft Greene Lovecraft Davis, при народженні: Соня Гафт Шафіркін; 16 березня 1883, Ічня, Російська імперія — 26 грудня 1972, Лос-Анджелес, США) — американська письменниця, видавець-аматорка та підприємиця українсько-єврейського походження; також відома через шлюб з письменником-фантастом Говардом Лавкрафтом.

## Біографія

### Дитинство
Соня Шафіркін народилася 16 березня 1883 року в єврейській сім'ї, у містечку Ічня на Чернігівщині. Її батько, Симон Шафіркін, володів невеликим і не дуже успішним магазином в Ічні, зрештою він взагалі був розгромлений, як і в багатьох інших євреїв. Потім батько був призваний на військову службу, після звільнення вирішив шукати кращої долі в Східній Європі. Він емігрував сам, пообіцявши невдовзі забрати й сім'ю. На час його відсутності мати Соні, Ракель, разом із дочкою переїхала жити до своїх батьків. Певний час батько писав листи матері, але зрештою перестав. Тоді Ракель змінила прізвище на дошлюбне — Гафт і 1890 року теж залишила країну: виїхала із Сонею до Англії, де приєдналася до двох своїх братів, які емігрували раніше й доволі успішно вели справи в Ліверпулі.
У Ліверпулі Ракель Гафт відкрила магазин-ательє з пошиття одягу, але затрималася тут ненадовго: 1892 року, разом зі знайомими, яких знала ще в Росії, поїхала до Нью-Йорку, залишивши Соню в школі барона де Гірша, в околиці Ліверпуля. Утім, того ж року Ракель одружилася з американцем єврейського походження, Соломоном Мосесоном, і забрала дочку до США. Мосесон називав себе на американський лад — Семюелем Моррісом і мав магазин у місті Ельміра штату Нью-Йорк, сім'я жила тут і Соня вчилася в місцевій школі. Коли дівчині виповнилося 13, вітчим вирішив, що вона вже мусить працювати, і її віддали опановувати професію модистки.

### Підприємиця
Через два роки, коли Соня Гафт уже працювала модисткою в Нью-Йорку, вона познайомилася з Самуелем Шекендорфом — також євреєм-емігрантом з Російської імперії, на 10 років старшим за неї. Він був комерсантом і пізніше змінив ім'я на більш милозвучне — Стенлі Грін (Stanley Greene). 24 грудня 1899 року вони одружилися і Соня взяла прізвище Грін. У цьому шлюбі народила двох дітей: сина (1900 р.н., помер тримісячним немовлям) та дочку Флоренс Керол ( 19 березня 1902 — 31 березня 1979), стала успішною журналісткою, відомою як Керол Велд.
Стосунки з чоловіком були складними: він виявився неврівноваженим, із важкою вдачею та психічними розладами, а крім того, не працював і зраджував. Зрештою, 1916 року він наклав на себе руки, але на той час Соня вже залишила його й жила окремо в престижному районі Нью-Йорка разом із дочкою. У неї оселилася й мати Ракель зі своїми двома дітьми від шлюбу з Моррісом, якого вона кинула. Тоді Соня Грін уже була успішною та енергійною підприємицею: вона закінчила курси підвищення кваліфікації при Колумбійському університеті й отримала керівну посаду в компанії «Ferle Heller's», яка займалася проєктуванням, виготовленням та продажем модного одягу. Соня Гафт очолювала напрямок жіночого одягу, працювала в магазині в центрі Нью-Йорка й мала дуже значний на той час дохід — 10 тисяч доларів на рік.

### Літературна діяльність

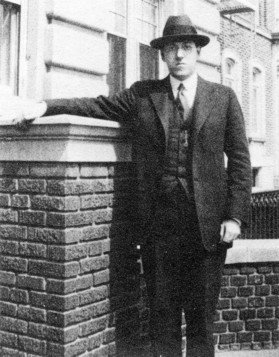
Говард Лавкрафт. 1922

1917 року Соня Грін познайомилася із журналістом Джеймсом Ф. Мортоном, який і зацікавив її літературною творчістю. Вона почала відвідувати лекції, ходити до вечірньої школи для вдосконалення знання англійської, увійшла до Національної асоціації аматорської преси. З 1920 року її будинок на Парксайд-авеню в Брукліні став місцем зустрічей «Клубу блакитного олівця» (Blue Pencil Club) — об'єднання журналістів-аматорів Нью-Йорка. На початку липня 1921 року Соня Грін, у складі нью-йоркської делегації, поїхала на з'їзд журналістів-початківців до Бостона й там познайомилася з Говардом Лавкрафтом. Енергійна і вродлива Соня Грін зацікавилася непоказним молодим письменником:
|                                               | Я захоплювалася його особистістю, але, відверто кажучи, перший час, не його зовнішністю |
| — зі спогадів Соні Ґрін про Говарда Лавкрафта |                                                                                         |

Згодом Соня Грін вступила до Об'єднаної асоціації аматорської преси, членом якої на той час був і Лавкрафт, пожертвувала кошти на її користь і зав'язала листування з письменником. У подальшому розвитку стосунків проявила ініціативу: на початку вересня того ж року вона на два дні приїхала з візитом до Лавкрафта у Провіденс. У жовтні 1921 року Соня Грін випустила перший номер власного аматорського журналу «Рейнбоу» (The Rainbow), у якому було опубліковано кілька її нарисів, а також твори Лавкрафта та інших її друзів. Другий і останній номер журналу побачив світ у травні 1922. Навесні 1922 року Лавкрафт, на запрошення Соні Грін, приїжджав до неї у Нью-Йорк, вони продовжували листування — Лавкрафт писав щодня, деякі листи сягали 50 сторінок, але після розриву Соня всі їх спалила. Ці стосунки дали певний повштох у творчості Лавкрафта, також разом вони написали оповідання «Жах на Мартін-Біч», яке, втім, уперше було видане у листопаді 1923 року за авторством лише Соні Грін під назвою «Невидимий монстр».
|                                                                                                   | Коли вона увірвалася в моє обмежене життя студента-заучки із Медісона [у 1921 або 1922], я відчув себе сірим горобцем, який закляк перед коброю. Подібна до Юнони, владна, з неперевершеними темними очима та волоссям, вона була надто царською для персонажки Достоєвського і, радше, видавалася героїнею із найвойовничіших сторінок «Війни і миру». Втілення величі вільної й освіченої особистості, вона проявляла унікальну глибину та силу почуттів, і спонукала мене Писати, Працювати, Творити. |
| — Альфред Гальпін, композитор і близький друг Говарда Лавкрафта про своє знайомство із Сонею Ґрін | |

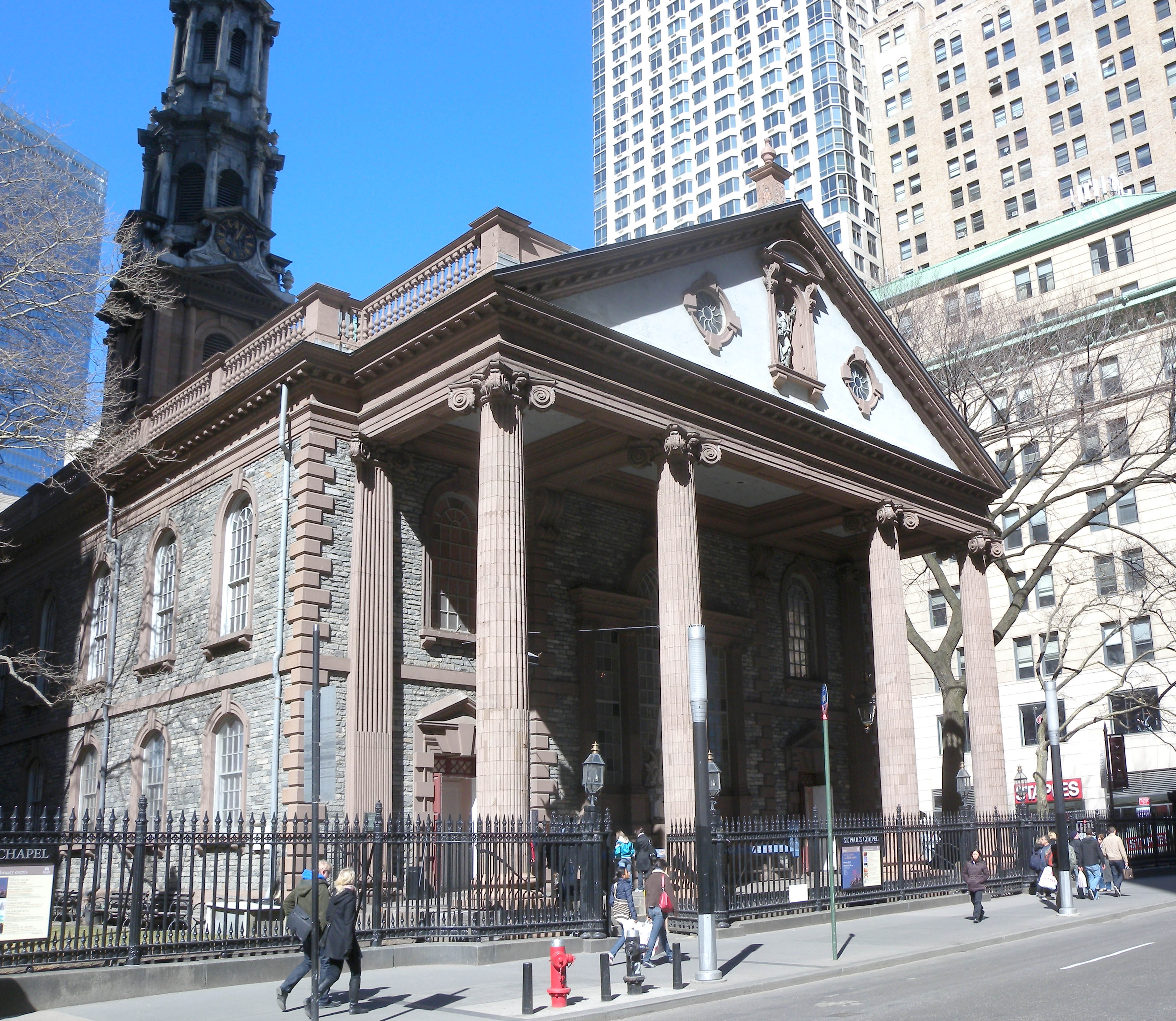
Собор святого Павла (Мангеттен, Нью-Йорк)

На думку дослідників, одружитися Лавкрафту запропонувала Соня Грін, і 3 березня 1924 року вони побралися, у Соборі святого Павла на Бродвеї (їй тоді виповнився 41 рік, Лавкрафту — 34). Подружжя оселилося в її будинку в Брукліні. У період з травня 1924 року по березень 1925 року Соня Грін Лавкрафт очолювала Об'єднану асоціацію аматорської преси, видала кілька випусків аматорського журналу «United Amateur», де, поміж інших, опублікувала й свої твори.
Новий шлюб був нетривалим. Невдовзі після одруження Соня втратила роботу в «Ferle Heller's»: або з причини банкрутства компанії, або ж вона пішла сама й спробувала відкрити власний магазин, але невдало. У жовтні 1924 року її уразив гострий гастрит. Лавкрафт у Нью-Йорку роботу знайти не міг і, після одужання, Соня, не знайшовши інших прийнятних варіантів, 31 грудня 1924 року поїхала до Цинциннаті, де їй запропонували посаду в універмазі, потім — у Клівленд. Вона утримувала чоловіка, який переселився у невелику квартиру в Брукліні, кожні два-три тижні приїжджала до нього, але шлюб уже не мав майбутнього. Манірний та інтелігентний Лавкрафт страждав у галасливому Нью-Йорку й дружина сама запропонувала йому повернутися назад у Провіденс, що він з радістю і зробив у квітні 1926 року. Соня допомогла влаштуватися Лавкрафту, приїжджала ще кілька разів. Навесні 1928 року вона відкрила власний магазин капелюхів у Нью-Йорці, з цієї нагоди до неї приїжджав і чоловік. Утім, Соня вже розчарувалася в шлюбі й сімейному житті на відстані й наприкінці року запропонувала розлучитися. Лавкрафт цього не очікував, був проти, але зрештою погодився. За законами штату Нью-Йорк того часу розлучення було можливе лише за умови подружньої зради, психічної хвороби або довічного ув'язнення одного з подружжя. Соня погодилася, щоб хтось з родичів Говарда фіктивно свідчив проти неї про зраду й відповідні папери мали бути підписані у квітні 1929 року. Однак одні джерела стверджують, що Лавкрафт, кохаючи Соню, так і не підписав їх, і юридично вона залишилася його дружиною на все життя, інші — що вони все-таки були підписані й подружжя розлучилося.

### Життя у Каліфорнії
У 1930 році Соня Грін написала п'єсу «Алкеста», яка невеликим накладом була опублікована лише 1985 року. У 1933 році вона переїхала до Каліфорнії, де продовжила займатися комерційною діяльністю, але попередньо знищила всі листи від Говарда Лавкрафта:
|                                                            | У мене була повна валіза листів, які він писав мені роками, але перш ніж покинути Нью-Йорк заради Каліфорнії, я віднесла їх у поле і піднесла до них сірника |
| — зі спогадів Соні Грін про стосунки з Говардом Лавкрафтом | |

1936 року, в Лос-Анджелесі, Соня Грін одружилася з Натанієлем Авраамом Дейвісом, професором економіки та міжнародного права. Через 10 років чоловік помер. Решту життя вона прожила сама, написала ще кілька невеликих творів, а також мемуари про Лавкрафта. З єдиною дочкою Флоренс Керол вони посварилися невдовзі після шлюбу з Лавкрафтом і до глибокої старості Соні взагалі не спілкувалися. Останні роки Соня Грін була прикута до інвалідного візка й жила у закладі для літніх людей «Diana Lynn Lodge» у Санленді, околиці Лос-Анджелеса, тут і померла 26 грудня 1972 року.

## Творчість
Соня Грін — письменниця,  творчість якої не була дуже плідною, окремі твори було опубліковано вже після смерті.
- Вірші
  - «До Флоренції» (Ode to Florence) — жовтень 1921, журнал «Рейнбоу»
  - «Морс Омнібус Коммуніс» (Mors Omnibus Communis) — жовтень 1921, журнал «Рейнбоу»
- Оповідання
  - «Невидимий монстр[en]» / «Жах на Мартін-Біч» (The Invisible Monster / The Horror at Martin's Beach) — 1923, у співавторстві з Говардом Лавкрафтом, під іменем Соні Г. Грін
  - «Чотири години» (Four O'Clock) — 1949, написане у 1922
- П'єси
  - «Алкеста» (Alcestis: A Play) — 1985, 200 примірників, під іменем Соні Гафт Грін Лавкрафт
- Мемуари
  - «Європейські враження» (European Glimpses) — 1988, у співавторстві з Говардом Лавкрафтом, під іменем Соні Г. Грін
  - «Приватне життя Г. Ф. Лавкрафта» (The Private Life of H. P. Lovecraft) — 1992, під іменем Соні Г. Дейвіс
- Есе
  - «Лавкрафт, яким я його знала» (Lovecraft as I Knew Him) — 1948, під іменем Соні Г. Дейвіс
  - «Спогади про Лавкрафта: Я» (Memories of Lovecraft: I) — 1969, під іменем Соні Гафт Лавкрафт Дейвіс
- Нариси
  - «Лінива ідилія» (Idle Idylls) — жовтень 1921, журнал «Рейнбоу»
  - «Філософія» (Philosophia) — жовтень 1921, журнал «Рейнбоу»
  - «Аматеурдом редактора» (Amateurdom of the Editor) — травень 1922, журнал «Рейнбоу»
  - «Аматорські афоризми» (Amateur Aphorisms) — травень 1922, журнал «Рейнбоу»
  - «Комерція — прокляття мистецтва» (Commercialism — the Curse of Art) — травень 1922, журнал «Рейнбоу»
  - «Гра в шахи» (A Game of Chess) — травень 1922, журнал «Рейнбоу»
  - «Хейнс проти Хаунтейн» (Heins versus Houtain) — травень 1922, журнал «Рейнбоу»
- Статті
  - «Аматеурдом і редактор» (Amateurdom and the Editor) — жовтень 1921, журнал «Рейнбоу»
  - «Аматеурдом і редактор» (Amateurdom and the Editor) — травень 1922, журнал «Рейнбоу»
  - «Думка» (Opinion) — травень 1922, журнал «Рейнбоу»
  - «Рекрутинг» (Recruiting) — травень 1922, журнал «Рейнбоу»
- Видавнича та редакторська діяльність
  - 1921—1922 — Журнал «Рейнбоу»
  - 1924—1925 — Журнал «United Amateur»